# Волчиха (Кировская область)
Волчиха — деревня в Советском районе Кировской области в составе Греховского сельского поселения. 

## География
Находится на правом берегу Вятки на расстоянии примерно 2 километров по прямой на северо-восток от районного центра города Советск.

## История
Известна в 1873 году как деревня Боладинская (Волчиха), где было дворов 8 и жителей 86, в 1905 14 и 91, в 1926 15 и 77, в 1950 12 и 44 соответственно, в 1989 27 жителей. Настоящее название деревни утвердилось с 1978 года. 

## Население
Постоянное население составляло 5 человек (русские 100%) в 2002 году, 12 в 2010.